# Costanzo da Sarnano
Costanzo da Sarnano, né Gasparo Torri, (né le 4 octobre 1531 à Sarnano, dans les Marches, Italie, alors dans la  États pontificaux, et mort à Rome le 20 décembre 1595) est un cardinal italien du XVIe siècle. Il est membre de l'ordre des conventuels.

## Biographie
Costanzo da Sarnano est professeur de philosophie et de théologie à l'université de Pérouse, à l'université de Padoue et à l'université de Rome et est un prédicateur connu. Da Sarnano est un ami du Fr. Felice Peretti, le futur pape Sixte V, qui est aussi franciscain et est l'auteur de plusieurs œuvres sur la théologie et sur la philosophie aristotélicienne. Son Summa theologica est publié en 1592.
Da Sarnano est créé cardinal par le pape Sixte V lors du consistoire du 16 novembre 1586. Il est nommé évêque de Verceil en 1587.
Da Sarnano participe aux deux conclaves de 1590 (élection de Urbain VII et Grégoire XIV) et aux conclaves de 1591 (élection d'Innocent XI) et de 1592 (élection de Clément VIII).